# 4Music
4Music是一家英国音乐和娱乐频道，也在一些爱尔兰共和国的数字电视提供商中可用。它是Box Television中唯一在Channel 4品牌下的频道。
此频道每天播出24小时。